# ニコラ・フレイ
ニコラ・セバスティアン・フレイ（Nicolas Sébastian Frey, 1984年3月6日-）は、フランス・トノン＝レ＝バン出身の元サッカー選手。現役時代のポジションはDF（主に右サイドバック）。

## 経歴
ASカンヌの下部組織で育ったが、20歳の時にイタリア・セリエC2のACレニャーノへ移籍。翌年の2005-06シーズンにセリエBのモデナFCへ、さらに2008年夏にはセリエAのACキエーヴォ・ヴェローナにステップアップした。
2018年1月31日、約10年間プレーしたスタディオ・マルカントニオ・ベンテゴディを離れ、セリエBのヴェネツィアFCへシーズン終了まで期限付き移籍することが発表された。

## 人物
兄はイタリアのセリエA・パルマやフィオレンティーナなどで活躍したGKセバスティアン・フレイ。父レイモン、祖父アンドレも元サッカー選手で、アンドレはフランス代表歴もある。